# ファイナル・ファイター 鉄拳英雄
『ファイナル・ファイター 鉄拳英雄』（中国語原題：簡体字: 中华英雄; 繁体字: 中華英雄; 拼音: Zhong hua ying xiong、英題：Born to Defense）は、1988年の香港映画。ジェット・リー（当時はリー・リンチェイ）の初監督作品（本名の李陽中=リー・ヤンチュン名義）。日中戦争および第二次世界大戦後の混乱下の中国に駐留するアメリカ兵の理不尽で横暴な扱いに憤り、彼らに戦いに挑む青年の死闘の物語で、暗くシリアスな復讐劇となっている。日本では一般劇場未公開の作品だが、1997年の東京国際ファンタスティック映画祭'97に出品され初上映された。一方で1998年2月16日に劇場公開されたとの情報もある。
キャストには、全ヨーロッパのボクシングチャンピオンのカート・ローランド・ピーターソンや、世界フリー格闘技チャンピオンのパウロ・H・P・トチャが駐留アメリカ兵役に配されている。

## キャスト
ジェット（小杰）
演者：李連杰/リー・リンチェイ（ジェット・リー）
日中戦争の兵役を終えた帰還兵。戦後に駐留しているアメリカ兵たちの横暴さに怒り孤軍奮闘し、最後は凄まじい死闘を繰り広げる。
駐留アメリカ兵・ハンズ大佐
演者：カート・ロナルド・ピーターソン
悪役。
駐留アメリカ兵・ベイリー
演者：パウロ・H・P・トチャ
悪役。
ジャン（張大貴）
演者：シャオ・イーオン（趙爾康）
日中戦争でジェットとともに戦った仲間。ジェットの兄貴分。せっかく和解した娘を駐留アメリカ兵たちに拉致され、助けようとするも結局殺されてしまう。
ナァ
演者：ソン・チャ（宋佳）
ジャンの娘。戦後の貧困から売春婦になるしかなかったが、そのことで父親から絶縁されてしまっていた。その後、ジェットの尽力で父と和解できるが、その直後にジープに乗った駐留アメリカ兵たちに拉致され、強姦されそうになり殺されてしまう。